# 551900 Laneways
551900 Laneways este o planetă minoră (asteroid) din centura de asteroizi. A fost descoperită pe 10 august 2013 la  de Peter B. Lake⁠(d). 
Obiectul prezintă o orbită caracterizată de o semiaxă mare de 2,8083746928762 UAi, o excentricitate de 0,1367607444687, o înclinație de 20,799887694179 ° în raport cu ecliptica.